# کولکورد ماونتین استیتس (آریزونا)
کولکورد ماونتین استیتس (به انگلیسی: Colcord Mountain Estates) یک منطقهٔ مسکونی در ایالات متحده آمریکا است که در آریزونا واقع شده‌است. کولکورد ماونتین استیتس ۱٬۹۰۹ متر بالاتر از سطح دریا واقع شده‌است.